# بروس لی زنده است
بروس لی زنده است ( به انگلیسی Bruce Lee Lives ) که تحت عنوان بروس لی زنده است: سقوط کونگ فو ( به انگلیسی Bruce Lee Lives: The Fall of Hong Kong Palace ) نیز شناخته می‌شود ، عنوان یک بازی ویدئویی پیرامون بروس لی است که در سال ۱۹۸۹ میلادی عرضه شد .